# P. J. 터커

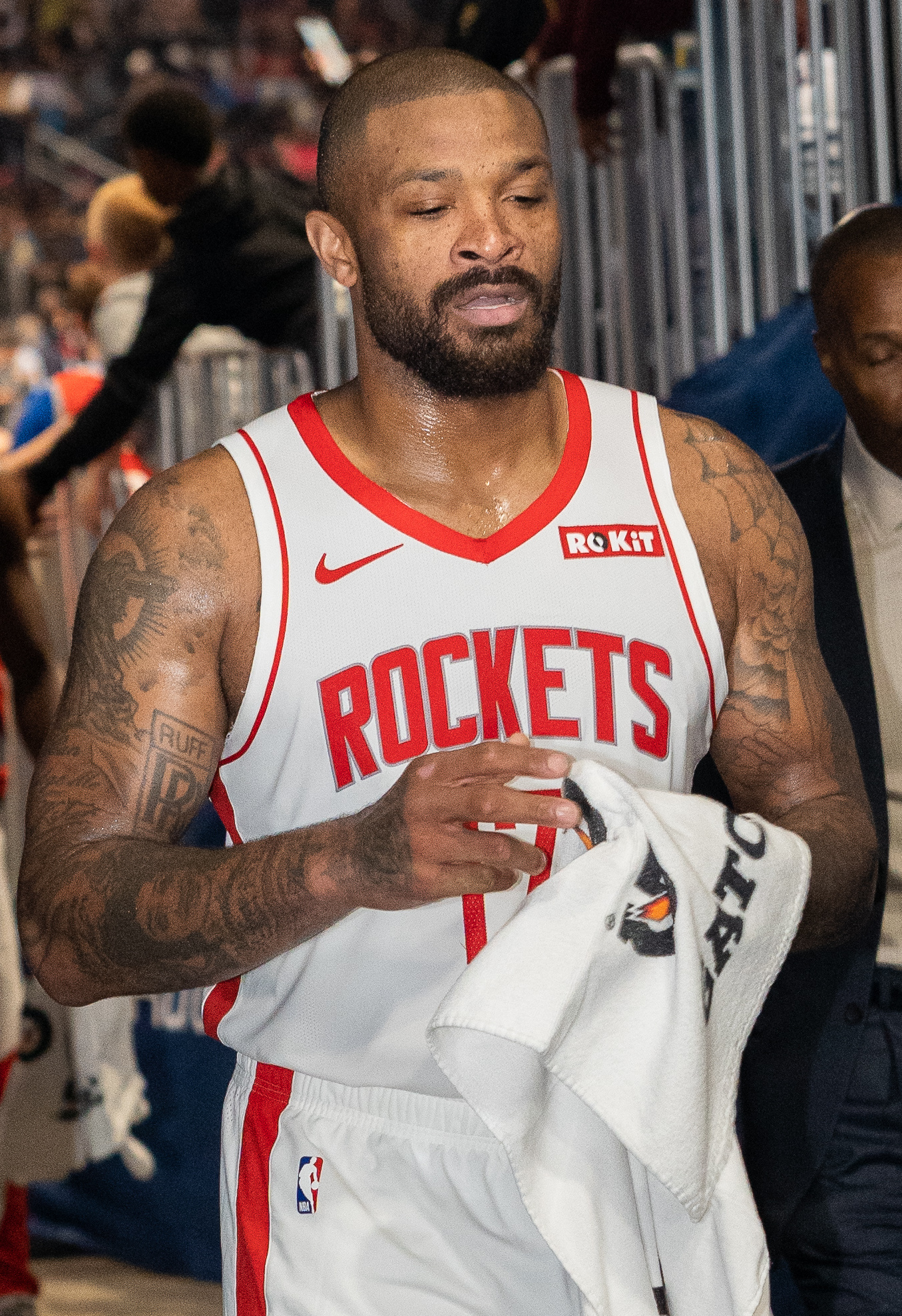
2019년 모습

P. J. 터커(P. J. Tucker, 본명: 앤서니 레온 "P.J." 터커 주니어, Tucker Jr., 1985년 5월 5일 ~ )는 NBA(전미 농구 협회)의 로스앤젤레스 클리퍼스(Los Angeles Clippers) 소속 미국 프로 농구 선수이다. 경력 전반에 걸쳐 믿을 수 있는 외곽 수비수로 평가받은 터커는 밀워키 벅스가 2021년 NBA 챔피언십에서 우승하도록 도왔다. 그는 텍사스 롱혼스에서 대학 농구를 했다. NBA 경력 외에도 그는 2008년 이스라엘 농구 프리미어 리그 MVP, 이스라엘 농구 프리미어 리그 결승전 MVP였으며 2008년 하포엘 홀론과 함께 이스라엘 슈퍼 리그 해외 챔피언십, 2012년 독일 리그와 독일 컵에서 브로제 밤베르크와 함께 우승을 차지했다.

## 고등학교 및 대학교 시절
터커는 노스캐롤라이나주 롤리 (노스캐롤라이나주)에 있는 윌리엄 G. 엔로(William G. Enloe) 고등학교에 다녔으며, 그곳에서 2003년 노스캐롤라이나 올해의 선수로 선정되었고 그의 등번호는 나중에 영구결번이 되었다. 텍사스 대학교 오스틴 캠퍼스에서 3시즌 동안 그는 2005-06 시즌의 통산 최다 득점인 594득점을 포함해 1,169득점을 기록했다. 그는 또한 롱혼스에서 경력을 쌓는 동안 714개의 리바운드, 170개의 어시스트(2005–06의 107개 포함), 116개의 도루를 기록했다. 학업 부진으로 2학년 시즌 대부분을 뛰지 못한 터커는 3학년 때 2군 올아메리칸(All-American)과 올해의 빅 12 선수로 선정되었다.